# غي سان بيير
غي سان بيير هو سياسي كندي، ولد في 3 أغسطس 1934 في ويندسور ‏ في كندا. نشط حزبياً في حزب كيبيك الليبرالي. وقد انتخب عضو الجمعية الوطنية في كيبك ‏.